# Phare de Punta Moscater
Le Phare de Punta Moscater est un phare situé proche de Sant Joan de Labritja sur la côte nord de l'île d'Ibiza, dans l'archipel des Îles Baléares (Espagne). Il est désaffecté depuis 1910.
Il est géré par l'autorité portuaire des îles Baléares (Autoridad Portuaria de Baleares) au port d'Alcúdia.

## Histoire
La construction du phare a commencé en 1975 et il a été mis en service en 1978. C'est une tour de béton de 52 m de haut, avec double galerie et lanterne. Il est devenu le phare le plus des îles Baléares, devançant le phare de Isla del Aire à Minorque.
Identifiant : ARLHS : BAL-068 ; ES-31900 - Amirauté : E0270 - NGA : 4804.